# 大唐双龍伝
『大唐双龍伝』（原題：大唐雙龍傳）は、中華圏（中国、台湾、シンガポール、華僑・華人コミュニティ等）の小説家黄易の玄幻武侠小説。

## 登場人物

### 主要人物
- 寇仲（こう ちゅう） - 本作の主人公。
- 徐子陵（じょ しりょう） - 本作の主人公。
- 師妃暄 - 「慈航靜齋」の伝承者。
- 婠婠（かんかん） - 邪派である「陰癸派」の聖女。
- 石青璇 - 石之軒と慈航靜齋碧秀心の女。
- 尚秀芳
- 跋鋒寒（ばつ ほうかん）

### 魔門兩派六道

#### 邪派八大高手
- 「陰后」祝玉妍 - 婠婠の師父。陰癸派総帥，武功「天魔大法」。
- 「邪王」石之軒（せき しけん） - 石青璇の父，花間派総帥、補天道後継者，武功「不死印法」、「幻魔身法」、「不死七幻」。
- 「魔帥」趙德言 - 魔相派後継者。武功「歸魂十八爪」、「百變菱槍」。
- 「天君」席應 - 滅情道後継者，武功「紫氣天羅」。
- 「胖賈」安隆 - 四川豪商，邪王石之軒のフォロワー，天蓮宗総帥。武功「天心蓮環」。
- 「妖道」辟塵（榮鳳祥） - 洛陽商会の会長，陰癸派の人物，真傳派ブランチ老君觀後継者。
- 「子午剣」左遊仙 - 真傳派ブランチ道祖真後継者，歴史上の人物。武功「子午罡」、「壬丙剣法」。
- 「倒行逆施」尤鳥倦 - 邪極宗「邪帝」向雨田四人弟子の頭，ブランチ用逆行派の後継者。

#### 陰癸派
- 「陰后」祝玉妍 - 陰癸派総帥，與「霸刀」岳山かと娘がいる，東溟夫人單美仙。

- 白清兒 - 祝玉妍の弟子，婠婠の師妹。

### 佛門道門

#### 慈航靜齋
- 梵清惠 - 慈航靜齋齋主（総帥），師妃暄の師。

### 四大門閥

#### 宋閥
- 宋缺（そうけつ） - 宋閥の主。「天刀」と呼ばれる。
- 宋師道 - 宋缺の息子だけ。
- 宋玉華 - 宋缺の長女。
- 宋玉致 - 宋缺の次女。

#### 宇文閥
- 宇文傷 - 宇文閥の主。
- 宇文化及

#### 獨孤閥
- 獨孤峰 - 獨孤閥の主。

#### 李閥
- 李淵 - 李閥の主。
- 李世民（り せみん） - 李淵の次男。
- 李秀寧 - 李世民の妹。

### その他
- 傅君婥（ふ くんたく）
- 単琬晶（ぜん わんしょう） - 人呼んで「東溟公主」。
- 傅采林（ふ さいりん） - 武林界の三大宗師。
- 寧道奇 - 武林界の三大宗師。
- 畢玄 - 武林界の三大宗師。
- 魯妙子（ろ みょうし） - 様々な才能を持つ奇才。武術、医学、園芸、建築、兵法、変装、天文学、暦学、機械等、いろいろな事に精通している。

## 用語
武林四大奇書
小説の4つの武俠のチートはすべて、比類のない武道を実践するために使用できる。 道家の名作「長生訣」、慈航靜齋の宝物「慈航劍典」、魔門「天魔策」（10巻、2つの派閥と6つの道から派生）、そして計り知れない「戰神圖錄」。

## 映像化作品
- 大唐双龍伝（2004年、香港TVBテレビ） - レイモンド・ラム、呉卓羲（ロン・ン）、唐寧（レイラ・トン）、楊怡（ヤン・イー）、李倩（リー・チャン）、胡定欣（ナンシー・ウー）主演のテレビドラマ。傑作と呼ばれるテレビドラマ。42話。
- 大唐雙龍傳之長生訣（2011年、中国）- 陳國坤、方力申とアテナ・チュー主演のテレビドラマ。38話。日本未公開。